# Erodium texanum
Erodium texanum é uma planta com flor pertencente à família Geraniaceae.

## Galeria

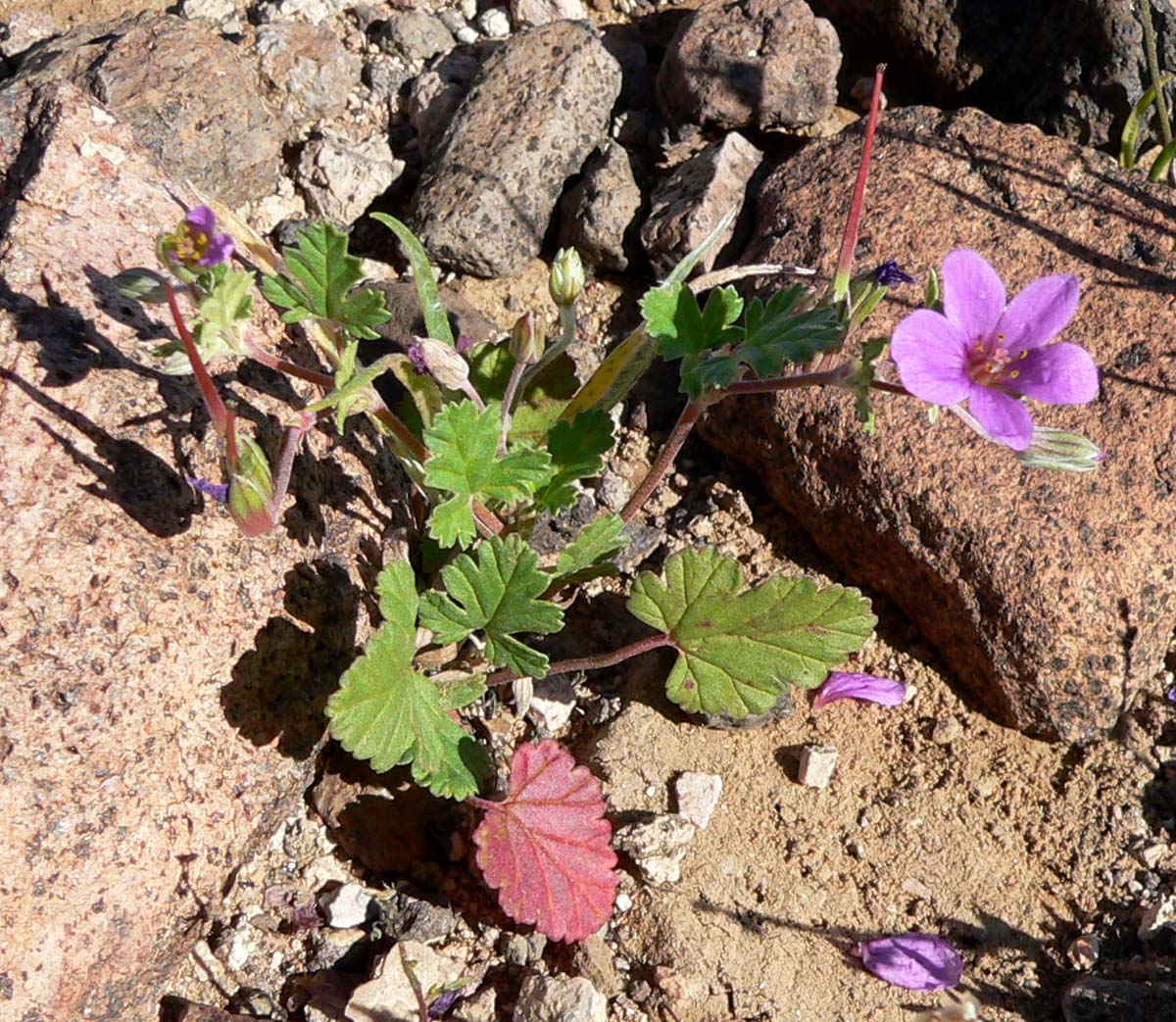
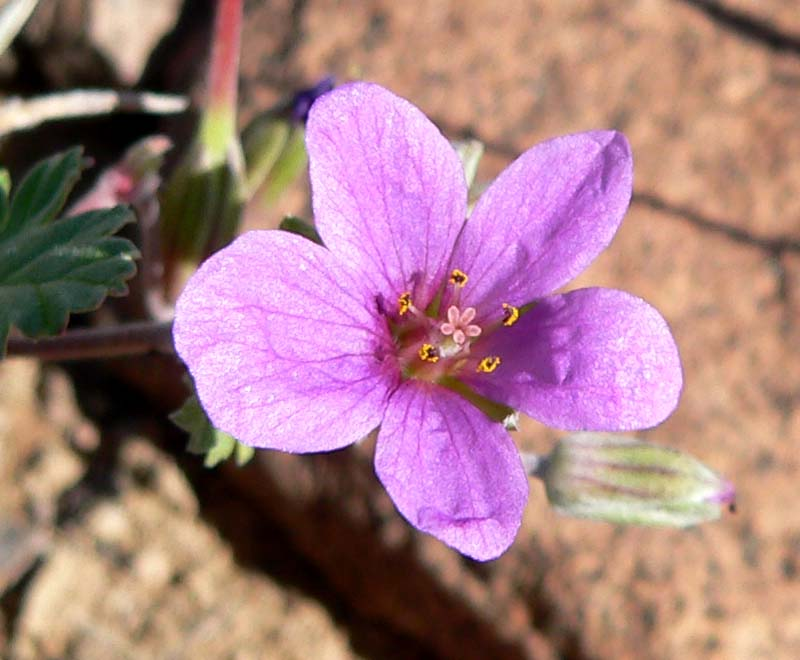